# Лебяжьи острова
Лебя́жьи острова́ (до середины XX века острова́ Сары́-Була́т; укр. Лебедині острови, крымскотат. Sarı Bolat adaları, Сары Болат адалары) — небольшая группа островов в Каркинитском заливе Чёрного моря. Острова являются частью одноимённого филиала Крымского природного заповедника, основанного в 1949 году, целью которого является наблюдение, изучение и охрана птиц и их мест гнездования. Площадь — 57 га.

## История
Название островам дал немецкий учёный Браулер, который посетил их в конце XIX столетия и увидел большое количество лебедей-шипунов. На Лебяжьих островах гнездятся свыше 250 видов птиц, это одно из крупнейших мест гнездования, кормёжки и зимовки птиц в причерноморском регионе.

## География
Архипелаг представлен 6 островами, вытянувшимися на 8—10 км вдоль побережья Крыма с юго-запада на северо-восток. Острова от Крыма и друг друга отделены проливами и отмелями. Эти небольшие острова сложены песчано-ракушечными наносами и подвержены постоянным изменениям своей конфигурации. Время от времени происходит даже изменение их числа. Высота островов над уровнем моря не превышает 1—2 метров. Самый крупный из островов — крайний северный: около 3,5 км в длину, и около 350 м в ширину. Северо-западная береговая линия островов прямая, юго-восточная (в сторону полуострова) — изрезана лагунами и пересыхающими маленькими озёрами.

## Природа
Природные условия островов — мелководье, обилие растительной и животной пищи — привлекают сюда множество птиц, преимущественно водоплавающих. Это одно из наибольших мест зимовки и гнездования водно-болотных птиц на Украине и в РФ (с 2014 года). Кроме того, Лебяжьи острова находятся на важном участке миграционного пути птиц из Европы в Африку и Азию. Количество видов пернатых, встречающихся на территории и акватории заповедника, достигает 265. Постоянно населяют заповедник около 25 видов птиц.

## Орнитофауна
- Серая цапля
- Большая белая цапля (с 1970-х гг.)[4]
- Малая белая цапля
- Каравайка
- Тонкоклювый кроншнеп (вымирающий вид)[5].
- Малый веретенник[6]
- Черноголовый хохотун